# Almenvellet
Almenvellet er ensbetydende med samfundets vel. Udtrykket bruges blandt andet i ekspropriationssager, hvor offentlige myndigheder eksproprierer af hensyn til almenvellet.